# 克魯格利基
49°36′16″N 27°13′41″E / 49.60444°N 27.22806°E
克魯赫利基（烏克蘭語：Круглики）是位於烏克蘭西部的村莊，由赫梅利尼茨基州裡赫梅利尼茨基區的米羅柳布內市鎮負責管轄。該村始建於1687年，面積1.01平方公里，海拔高度337米，2001年人口224，人口密度每平方公里222.7人。